# László Arany
László Arany (n. 1844 – d. 1898) a fost un scriitor maghiar.